# Грб Бенина
Грб Бенина је званични хералдички симбол државе Републике Бенин.
Грб је првобитно усвојен 1964. године. да би 1975. био замењен једноставнијим амблемом прокомунистичких власти у земљи. У употребу је поново враћен 1990 године.
Састоји се од два рога на врху који су испуњени кукурузом и песком, а који симболизују просперитет.
Штит грба састоји се од четири поља:
- горње лево поље — замак у Сомба стилу, репрезентативан узорак из историје Бенина
- горње десно поље — Звезда Бенина, највиши орден по важности у држави
- доње десно поље — брод који симболизује долазак Европљана
- доње лево поље — стабло палме

Штит придржавају два леопарда, који су националне животиње. Испод штита налази се гесло Бенина (братство, правда, рад) на француском језику.

## Бивши грб
Године 1975. након проглашења Народне Републике Бенин, усвојен је нови грб који је оцртавао оријентисаност државе према марксизму-лењинизму. Симболизам амблема је следећи:
- зелена боја — природна богатства
- црвена звезда — социјализам
- клипови кукуруза — пољопривреда и фармери
- зупчаник — индустрија и радничка класа

На црвеној траци су се налазили иницијали имена државе: RPB (франц. République populaire du Bénin)